# Čičorka

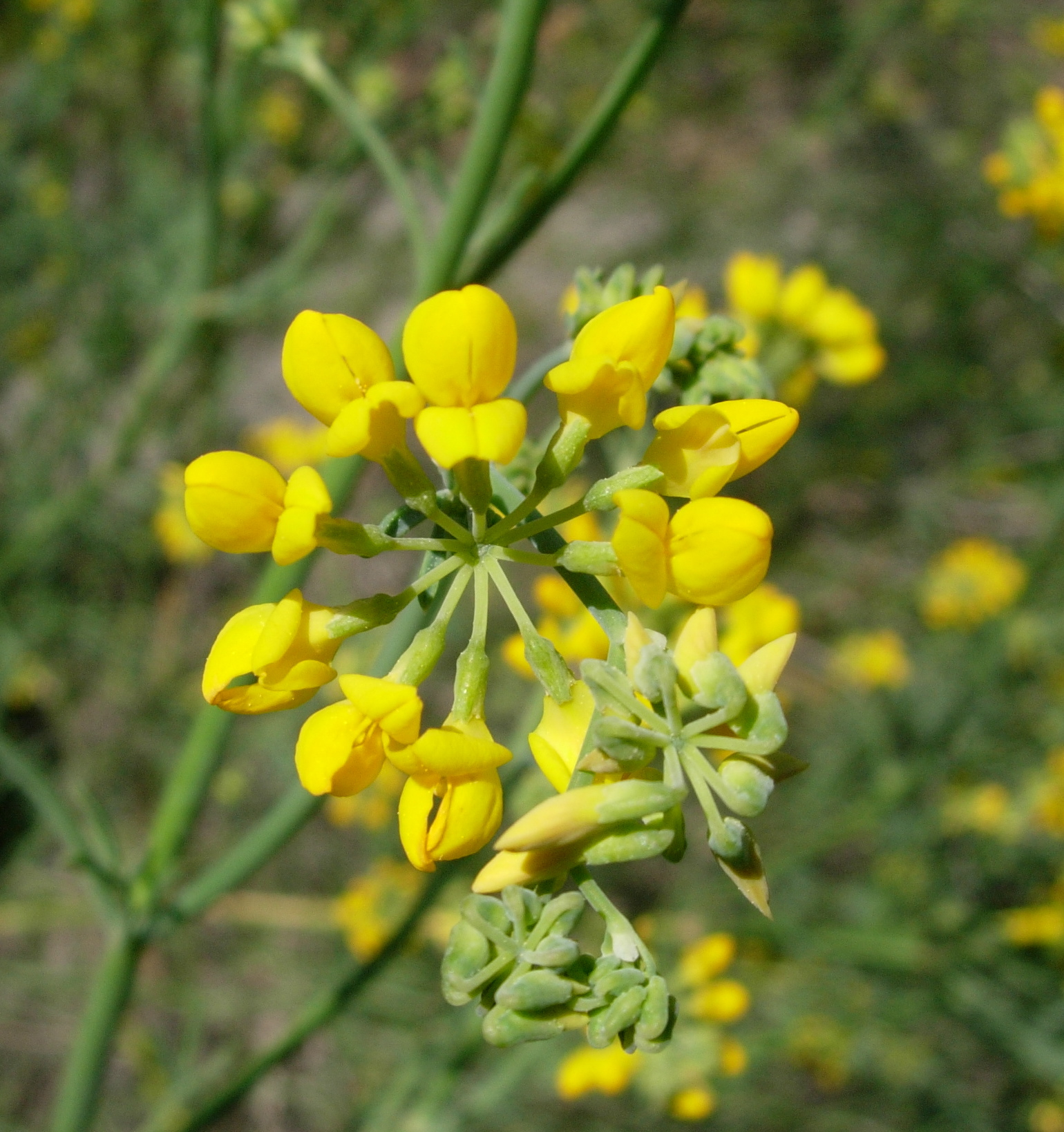
Květenství čičorky Coronilla juncea

Čičorka (Coronilla) je rod rostlin z čeledi bobovité. Jsou to byliny a keře nejčastěji se zpeřenými listy a žlutými motýlovitými květy v okolíkovitých květenstvích. Vyskytují se v počtu asi 10 druhů zejména ve Středomoří. V České republice roste vzácně čičorka pochvatá. Další a v ČR běžně rozšířený druh čičorky, čičorka pestrá, byl přeřazen do jiného rodu, čičorečka (Securigera).

## Popis
Čičorky jsou jednoleté nebo vytrvalé byliny a keře. Stonky, větévky i stopky květenství jsou oblé. Listy jsou nejčastěji lichozpeřené, s krátce řapíčkatými až přisedlými lístky, řidčeji jednolisté nebo trojčetné (u jednoletých druhů Coronilla scorpioides a C. repanda). Palisty jsou volné, nepřirostlé k řapíku a navzájem srostlé. Květy jsou žluté nebo výjimečně bílé až růžové (pouze u druhu Coronilla viminalis), uspořádané v úžlabních okolících, nasedají na polokulovité receptákulum a rozvíjejí se všechny víceméně současně. Listeny v květenství jsou více či méně srostlé a tvoří nezřetelně zubatý až laločnatý zákrov. Kalich je pětičetný, se zvonkovitou kališní trubkou. Korunní lístky jsou nehetnaté. Tyčinek je 10 a jsou dvoubratré, 9 z nich je na bázi srostlých v trubičku. Čnělka je zahnutá přibližně do pravého úhlu. Plody jsou mnohasemenné, rozpadavé, tlustostěnné.

## Rozšíření
Rod čičorka zahrnuje v současném pojetí asi 10 druhů. Je rozšířen v Evropě a severní Africe, některé druhy přesahují až do Střední Asie. Nejvíce druhů roste ve Středomoří.
V květeně České republiky je rod Coronilla zastoupen jediným druhem: čičorka pochvatá (Coronilla vaginalis), vyskytujícím se vzácně v teplých oblastech Čech. Výjimečně byla nalezena čičorka štírová (Coronilla scorpioides), přechodně zavlečená ze Středomoří. Na Slovensku se vyskytuje ještě čičorka věnčená (Coronilla coronata).
V Evropě se vyskytuje celkem 7 druhů, z toho 4 pouze ve Středomoří.
Druh Coronilla scorpioides má rozsáhlý areál, sahající od Západní Sahary přes Středomoří po Kavkaz a Írán, izolovaná arela je v Eritreji.

## Taxonomie
V roce 1989 došlo k revizi pojetí rodů Coronilla, Securigera a Hippocrepis a došlo k přesunům některých druhů mezi těmito rody. Část druhů rodu Coronilla byla přeřazena do rodu Securigera, přičemž pro oba tyto rody byl po určitou dobu používán český název čičorka. V rámci české květeny se to týká čičorky pestré (Securigera varia), která byla z rodu Coronilla přeřazena do rodu Securigera. V současné době je pro rod Securigera používán český název čičorečka. Vzácně zavlékaná podkovka křovitá (Hippocrepis emerus) byla dříve známá jako čičorka křovitá (Coronilla emerus).

## Zástupci
- čičorka pochvatá (Coronilla vaginalis)
- čičorka štírová (Coronilla scorpioides)
- čičorka věnčená (Coronilla coronata)

## Přehled druhů a jejich rozšíření
- Coronilla coronata – Evropa až Střední Asie
- Coronilla juncea – jižní Evropa, sev. Afrika, Baleáry
- Coronilla minima – západní polovina jižní Evropy, sev. Afrika
- Coronilla montserratii – Španělsko
- Coronilla ramosissima – Maroko
- Coronilla repanda – jižní Evropa, sev. Afrika, Baleáry, Izrael
- Coronilla scorpioides – Evropa až Irák a Írán, sev. Afrika, Kanada
- Coronilla talaverae – Španělsko
- Coronilla vaginalis – Evropa
- Coronilla valentina – jižní Evropa, sev. Afrika
- Coronilla viminalis – Maroko, Kanárské ostrovy[5][3][8]